# Лавлок (причёска)

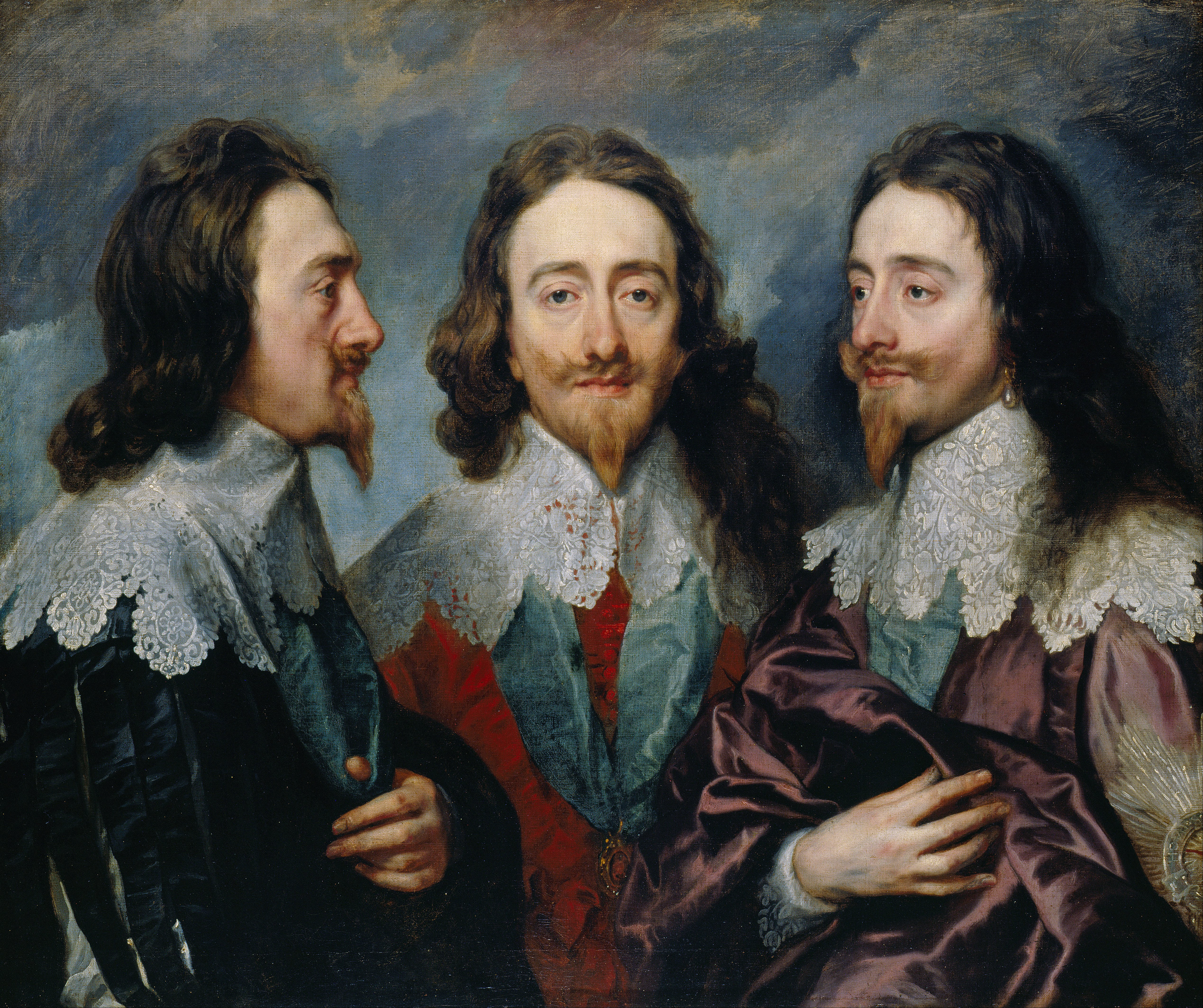
Карл I в трех позициях, также известный как Тройной портрет Карла I сэра Антония ван Дейка в Королевской коллекции. Виды справа показывают причёску Чарльза.

Лавлок (англ. lovelock) — мужская причёска популярная среди европейских «модников» с конца XVI века и вплоть до XVII века. Лавлок представлял собой длинную прядь волос, которую часто заплетали в косы и клали на левое плечо (со стороны сердца), чтобы показать преданность любимому человеку.

## История
Большинство источников, современников подъема моды (середина 1500-х годов), считали лавлок имитацией прически американских индейцев. Такие люди, как Фрэнсис Хиггинсон — Салем, первый министр штата Массачусетс, — «сообщили [в своей книге 1630 года о плантациях Новой Англии ], что стиль ношения одной длинной пряди волос среди модных молодых людей в Англии был сознательной имитацией асимметричной мужской стрижки Похатан». Сэр Томас Дейл, губернатор Джеймстауна, и Джон Рольфе, муж Покахонтас, также считали, что тенденция была сознательной имитацией индийской прически. Они также уточнили, что «лавлоки» прибыли в Англию с группой колонистов Роанока, спасённых сэром Фрэнсисом Дрейком в июне 1586 года.
Предполагаемое индийское происхождение лавлока очень беспокоило пуританских служителей по обе стороны Атлантики. В Англии Уильям Принн и в Новой Англии Роджер Уильямс осуждали причёски со своих кафедр, называя их демоническими копиями поведения коренных американцев. Каждый придерживался строго моралистических подходов, а Принн осуждал лавлоки как «женоподобные, гордые, похотливые, непомерные и фантастические».
По крайней мере, один современный индиец также считал, что европейские лавлоки носили в подражание коренным американцам. В 1616 году Сэмюэл Перчас был представлен Томокомо вскоре после того, как святой из Поухатана прибыл в Лондон со своей подопечной Покахонтас. Томокомо сказал Закупку, что индейцы носили лавлоки в подражание своему богу.
Другие отдают предпочтение европейскому происхождению: Робин Брайер, автор книги «История волос: мода и фантазии на протяжении веков» (2003), предположил, что лавлок вместо этого возник как альтернатива знаку любви, который носили рыцари в средневековый период.

## Примеры

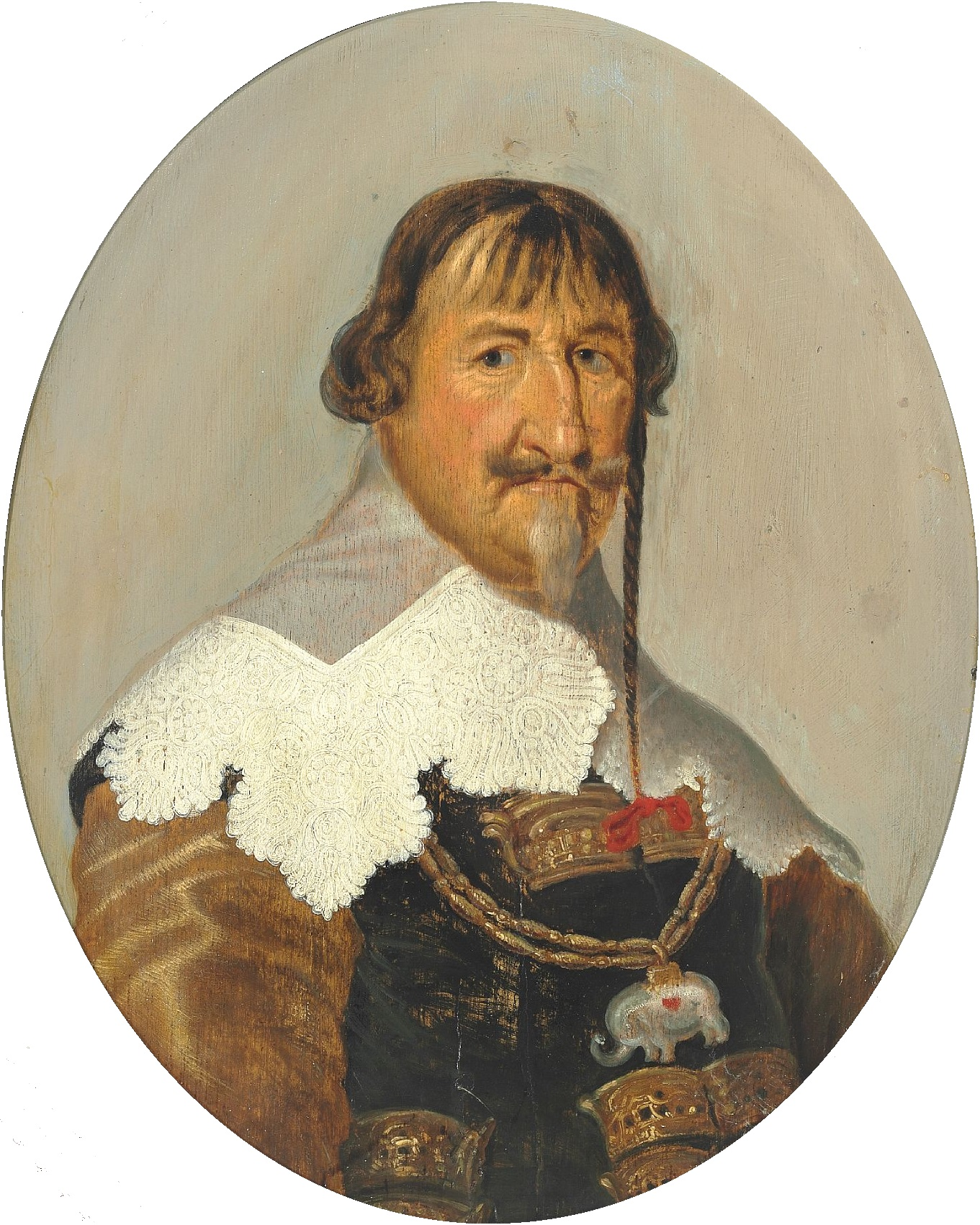
Король Кристиан IV Дании

Кристиан IV Дании (1577—1648) носил лавлок, возможно, из-за состояния здоровья (plica polonica), и другие при его дворе скопировали его, сделав его датской придворной модой. Его шурин Яков I Английский (1566—1625) носил лавлок, и при дворе его сына Карла I (1600—1649) многие придворные (включая женщин) носили их в Франции (там их называли denette).

## Критика

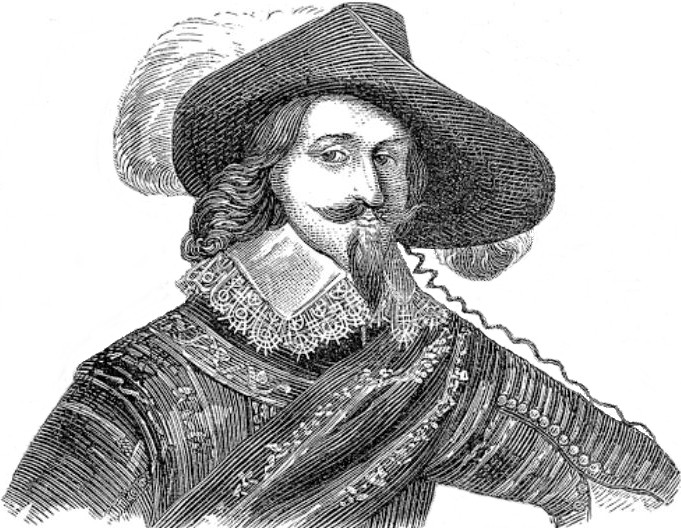
Сэр Томас Мотис (1592—1649) с длинным лавлоком

Как видно выше, критика лавлока часто принимала крайний моралистический тон. Хотя европейские проповедники возражали против того, чтобы белые мужчины носили лавлоки, подражая коренным американцам, их критика была основана на религиозных, а не на расовых возражениях. Отчасти это произошло из-за предполагаемого поклонения индейцев дьяволу, но главным образом потому, что набор предположений о человеческой природе и ее наследственности, которые сопровождают возражения на том, что сейчас признано расистским, еще не полностью развился к началу 17 века.
Уильям Прин, пуританский памфлетист, написал «Болезнь здоровья. Непривлекательность лавлоков» (1628 г.), в которой он заявляет, что для мужчин носить длинные волосы было «неприлично и незаконно для христиан», в то время как для женщин было «мужским, неестественным, дерзким и нехристианским» коротко стричь их. Он рассказал историю одного дворянина, который был опасно болен и который, выздоровев, «публично заявил о своем отвращении к своему изнеженному, фантастическому лавлоку…», и поэтому он приказал цирюльнику отрезать его. Томас Холл написал брошюру «Ненависть к длинноволосым…» (1654 г.), в которой он также подверг критике эту моду. Эти разные взгляды на моду отчасти отражены в нелестных прозвищах, которые обе стороны давали друг другу во время Гражданской войны в Англии: роялисты называли своих врагов круглоголовыми, а парламентарии называли роялистов кавалерами.